# کنوانسیون بمب‌گذاری‌های تروریستی
کنوانسیون بمب‌گذاری‌های تروریستی (انگلیسی: Terrorist Bombings Convention) (به‌طور رسمی کنوانسیون بین‌المللی برای خنثی سازی بمب‌گذاری‌های تروریستی) یک معاهده سازمان ملل متحد در سال ۱۹۹۷ است که به منظور غیرقانونی کردن بمب‌گذاری‌های تروریستی طراحی شده‌است.

## اهداف
این کنوانسیون، بمب‌گذاری‌های تروریستی را به عنوان استفاده غیرقانونی و عمدی از مواد منفجره در مکان‌های عمومی با هدف قتل، زخمی‌کردن یا ایجاد ویرانی گسترده برای مجبور ساختن دولت یا سازمان بین‌المللی برای انجام یا عدم انجام برخی اقدامات توصیف می‌کند.
این کنوانسیون همچنین به دنبال ارتقاء همکاری پلیس و قضایی برای جلوگیری، تحقیق و مجازات این اعمال می‌باشد.
در سپتامبر ۲۰۱۶، این کنوانسیون توسط ۱۶۹ کشور تصویب شد.